# Герб Энгельсского района
Герб Э́нгельсского муниципа́льного райо́на — официальный символ Энгельсского муниципального района Саратовской области Российской Федерации, предусмотренный статьёй 9 Федерального закона от 6 октября 2003 года № 131-ФЗ «Об общих принципах организации местного самоуправления в Российской Федерации» и установленный 2 марта 2006 года решением Энгельсского муниципального Собрания депутатов.
Внесён в Государственный геральдический регистр Российской Федерации под номером 853.

## Описание герба
Герб представляет собой четырёхугольный, с закруглёнными нижними углами, заострённый в оконечности золотой геральдический щит с изображением идущего чёрного быка с червлёными (красными) глазами, языком, рогами и копытами, на спину которого поставлена червлёная (красная) чаша с серебряной горкой соли. В знак принадлежности Энгельсского муниципального района к Саратовской области в щит помещена лазоревая (синяя, голубая) вольная часть с тремя серебряными стерлядями, расположенными в виде вилообразного креста.

## Символика герба
Золотое поле щита символизирует традиционные хлебные богатства Заволжья. Обременённый солонкой бык напоминает о том, что Покровская слобода была основана как важный перевалочный пункт на пути доставки соли с озера Эльтон.

## История герба

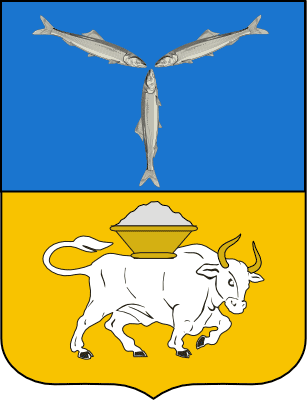
Герб Энгельсского района, 1997—2000.

В связи с подготовкой к празднованию 250-летия основания города Энгельса (Покровская слобода была основана в 1747 году) художник-дизайнер Владимир Борисович Никитин в 1996 году разработал проекты герба города Энгельса, которые были представлены им на открытый конкурс по созданию герба Энгельсского района, объявленный администрацией района в марте 1997 года.
По итогам конкурса 3 апреля 1997 года Энгельсское районное Собрание депутатов утвердило один из проектов В. Б. Никитина с описанием:

«Герб Энгельсского района представляет собой щит с отношением ширины к высоте 8:9, в верхней половине которого на лазоревом фоне помещены три серебряные стерляди в виде вилкообразного креста. Во второй половине щита на жёлтом поле изображён вол белой масти с золотыми рогами, на спине которого расположена солонка с серебристой солью».

В мае-июне 2000 года по инициативе и под руководством директора Поволжского центра флаговедения и геральдики М. В. Ревнивцева герб был исправлен В. Б. Никитиным с соблюдением геральдических правил и составлено его новое геральдическое описание. Новое изображение герба вместе с новым Положением о нём было 6 июля 2000 года утверждено Энгельсским районным Собранием депутатов и направлено в Геральдический совет при Президенте Российской Федерации.
С учётом незначительных стилистических поправок в описании герба, внесённых Геральдическим советом при Президенте Российской Федерации (без внесения каких-либо изменений в изображение герба), описание герба было утверждено 14 июня 2001 года решением Энгельсского муниципального Собрания депутатов в новой редакции Положения о гербе Энгельсского муниципального образования:

«Герб Энгельсского муниципального образования представляет собой четырёхугольный, с закруглёнными нижними углами, заострённый в оконечности золотой геральдический щит с изображением идущего чёрного быка с червлёными глазами, языком, рогами и копытами, на спину которого поставлена червлёная (красная) чаша с серебряной горкой соли. В знак принадлежности Энгельсского муниципального образования к Саратовской области в щит помещена лазоревая (синяя, голубая) вольная часть с тремя серебряными стерлядями, расположенными в виде вилообразного креста. Золотое поле герба символизирует традиционные хлебные богатства Заволжья. Обременённый солонкой бык напоминает о том, что Покровская слобода была основана как важный перевалочный пункт на пути поставки соли с озера Эльтон»

12 июня 2003 года в г. Энгельсе был открыт памятник (скульптор А. А. Садовский), воспроизводящий сюжет муниципального герба — на постаменте выходящий из рамки щита бык с солонкой на спине.
В 2006 году Энгельсское муниципальное образование было переименовано в Энгельсский муниципальный район и 2 марта 2006 года герб был переутверждён как герб Энгельсского муниципального района.

## Использование герба муниципальными образованиями в составе Энгельсского муниципального района
Энгельсским муниципальным Собранием депутатов установлено, что до утверждения органами местного самоуправления муниципальных образований городских и сельских поселений в составе Энгельсского муниципального района своих официальных символов, в случаях, предусмотренных «Положением о гербе Энгельсского муниципального района Саратовской области», органы местного самоуправления муниципальных образований городских и сельских поселений в составе Энгельсского муниципального района, а также учреждённые ими муниципальные учреждения и предприятия могут использовать герб Энгельсского муниципального района.
Представительными органами местного самоуправления муниципальных образований в составе Энгельсского муниципального района были приняты решения об использовании герба Энгельсского муниципального района:
- Энгельсским городским Советом муниципального образования город Энгельс — 3 марта 2006 года[6];
- Приволжским Советом Приволжского муниципального образования — 16 марта 2006 года[7];
- Безымянским сельским Советом Безымянского муниципального образования- 21 марта 2006 года[8];
- Коминтерновским сельским Советом  Коминтерновского муниципального образования, Красноярским сельским Советом Красноярского муниципального образования, Новопушкинским сельским Советом Новопушкинского муниципального образования и Терновским сельским Советом  Терновского муниципального образования — 22 марта 2006 года[9][10][11][12].